# Jeffrey Harborne
Jeffrey B. Harborne (Bristol, 1 september 1928 – 21 juli 2002) was een Britse botanicus die was gespecialiseerd in de fytochemie.

## Levensloop
Harborne studeerde aan de Universiteit van Bristol, waar hij in 1949 afstudeerde in de chemie. Hij behaalde een Ph.D. in 1953 met een proefschrift met betrekking tot in de natuur voorkomende heterocyclische zuurstofverbindingen bij professor Wilson Baker (1900-2002). Tussen 1953 en 1955 werkte hij als postdoc samen met professor Theodore Albert Geissman op het gebied van de fenolische plantenpigmenten, waaronder anthocyanen. Bij de identificatie van deze stoffen, maakte hij gebruikt van UV/VIS-spectroscopie.
In 1955 werd Harborne als biochemicus aangenomen bij het John Innes Horticultural Institution, dat toen nog in Bayfordbury (Hertfordshire) was gevestigd. Hij werkte in de periode dat hij bij dit instituut werkzaam was, samen met E.C. Bate-Smith en Tony Swain. Harborne specialiseerde zich in de toepassing van chromatografische methoden en UV bij de identificatie van fenolische plantenpigmenten.
Tussen 1965 en 1968 werkte Harborne als wetenschappelijk medewerker bij de Universiteit van Liverpool. Hierna vertrok hij samen met Vernon Heywood naar de Universiteit van Reading. Harborne werd hier 'reader' ('universitair hoofddocent') en wetenschappelijk medewerker op de afdeling botanie. In 1976 werd hij er hoogleraar. Tussen 1987 en 1993 was hij hoofd van de afdeling botanie. In 1993 ging hij met emeritaat. Hij had gedurende zijn betrekking aan de Universiteit van Reading ook nog posities als gasthoogleraar aan de Federale Universiteit van Rio de Janeiro (1973), de Universiteit van Texas in Austin (1976), de Universiteit van Californië in Santa Barbara (1977) en de Universiteit van Illinois te Urbana-Champaign (1981).
Harborne onderzocht de rol van flavonoïden bij interacties tussen planten en insecten. Ook onderzocht hij de relatie tussen anthocyanen en de ecologie van de bestuiving. Tevens bestudeerde hij de rol van fytoalexinen in leden van de vlinderbloemenfamilie (Leguminosae), de rozenfamilie (Rosaceae) en de schermbloemenfamilie (Umbelliferae). Hij publiceerde over chemotaxonomie zoals in zijn onderzoeksartikelen met betrekking tot het voorkomen van anthocyanen, flavonen en auronen in de sleutelbloemfamilie (Primulaceae), in leeuwenbekken (Antirrhinum) en in een aantal andere planten. Ook publiceerde hij over isoflavonen en chemische ecologie.
In zijn boek Phytochemical Methods: A Guide to Modern Techniques of Plant Analysis beschreef Harborne een aantal analytische methoden in de fytochemie die hij ontwikkelde voor de systematiek van de distributie van anthocyanen in een aantal grote plantengroepen. In Comparative Biochemistry of the Flavonoids beschreef hij de biochemie van flavonoïden in diverse plantengroepen. In het wetenschappelijke tijdschrift Natural Product Reports schreef hij een serie reviewartikelen over de ontdekking van anthocyanen en andere flavonoïden. In zijn boek Introduction to Ecological Biochemistry beschreef hij de ecologische rol van natuurlijke stoffen. De publicatie van dit boek wordt wel gezien als het startpunt van de studie van de  ecologische chemie. De ontwikkelingen in de chemische ecologie beschreef hij in een serie reviewartikelen in Natural Product Reports. Hij was (co)auteur van zo'n 270 review- en onderzoeksartikelen. Tevens was hij auteur of redacteur van rond de veertig boeken.
Harborne was vanaf 1972 excutive redacteur van het tijdschrift Phytochemistry. Tussen 1986 en 1999 was hij hoofdredacteur van dit tijdschrift. Hij was de oprichter van het tijdschrift Phytochemical Analysis en hij was redacteur van Methods in Plant Biochemistry.
Harborne kreeg tijdens zijn leven een aantal onderscheidingen. In 1985 kreeg hij van de Linnean Society of London de Linnean Medal vanwege zijn verdiensten voor de botanie. Verder kreeg hij medailles van de Phytochemical Society of Europe (PSE Medal) (1986) en de International Society of Chemical Ecology (1993). In 1993 kreeg hij de Pergamon Phytochemistry Prize. In 1995 werd hij gekozen als Fellow of the Royal Society.